# Tribunal Administrativo e Fiscal de Loulé
O Tribunal Administrativo e Fiscal de Loulé é um tribunal português, sediado em Loulé, pertencente à jurisdição administrativa e tributária.
Este tribunal tem jurisdição territorial sobre todos os municípios do distrito de Faro:
- Loulé (sede)
- Albufeira
- Alcoutim
- Aljezur
- Castro Marim
- Faro
- Lagoa
- Lagos
- Monchique
- Olhão
- Portimão
- São Brás de Alportel
- Silves
- Tavira
- Vila do Bispo
- Vila Real de Santo António

O Tribunal Administrativo e Fiscal de Loulé está integrado na área de jurisdição do Tribunal Central Administrativo Sul.